# Kalasha nativa
Kalasha nativa är en insektsart som beskrevs av William Lucas Distant 1908. Kalasha nativa ingår i släktet Kalasha och familjen dvärgstritar. Inga underarter finns listade i Catalogue of Life.